# Seroa (Seder)

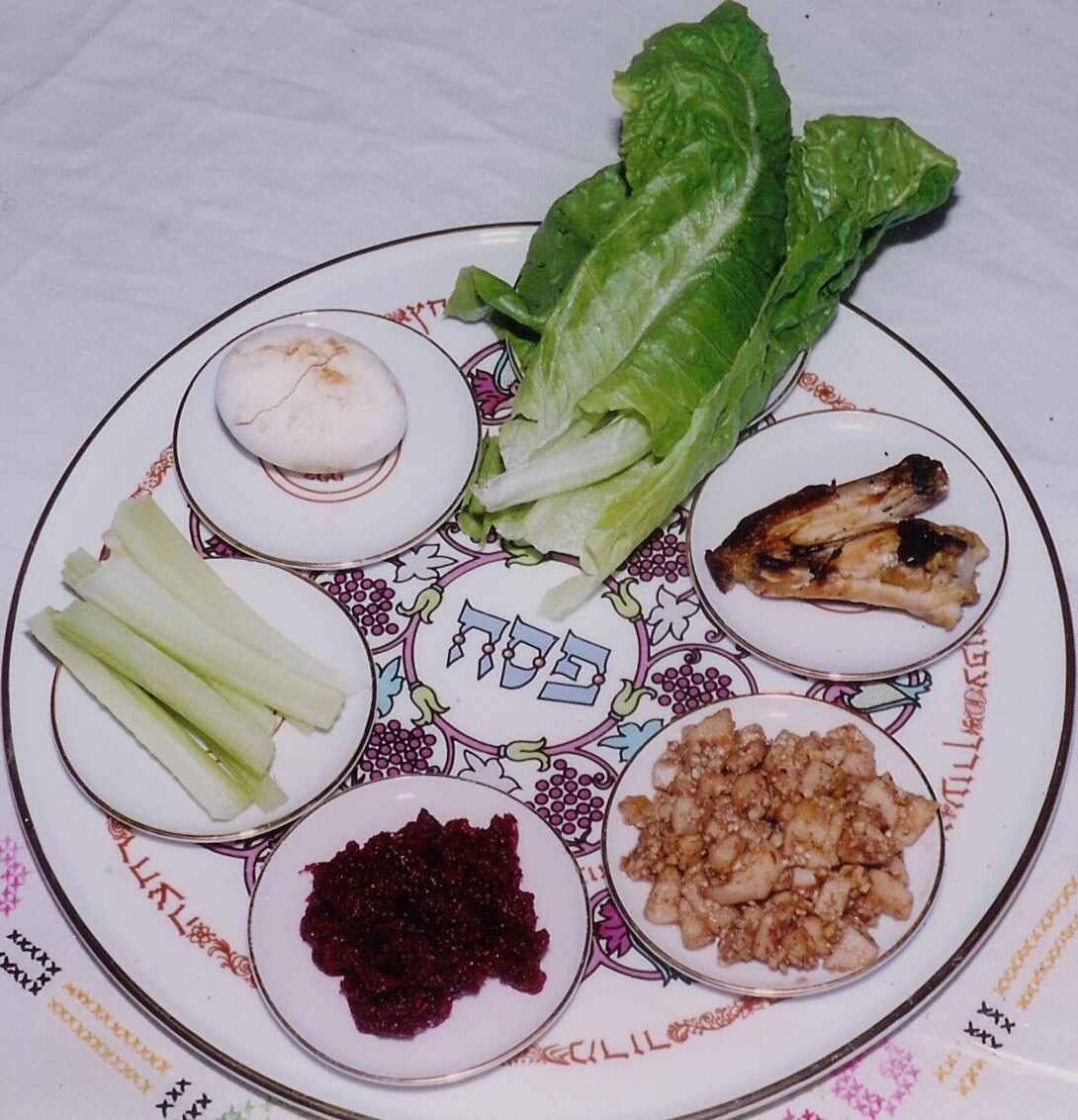
Der Sederteller im Uhrzeigersinn oben beginnend: Maror, Seroa, Charosset, Chaseret, Karpas, Beitzah

Seroa (hebräisch זרוֹע; deutsch Arm) ist eine angebratene Lammkeule (oder ein gebratener Hühnerflügel) mit wenig Fleisch, die an die biblische Vorschrift der Opferung eines Pessach-Lamms (קרבן פסח Korban Pessach)‎ im Jerusalemer Tempel erinnert. Die Seroa ist eine der sechs vorgeschriebenen Speisen auf dem Sederteller, Maror, Seroa, Charosset, Chaseret,  Karpas, Beitzah. Er wird am Sederabend zu Beginn von Pessach auf den festlich gedeckten Tisch gestellt. Seroa  gilt als Erinnerung an die Pessach-Lämmer, deren Blut in der Nacht des Auszugs der Israeliten aus Ägypten (Exodus) auf Gebot Gottes hin als Schutzzeichen vor der Zehnten Plage an den Türpfosten gestrichen wurde (Ex 12 ). Sie betraf den Tod aller Erstgeborenen (מֵת כָל־בְּכוֹר mēt kōl-bəchōr) von Mensch und Vieh: „Und Mose sprach: So spricht der Herr: Um Mitternacht will ich durch Ägyptenland gehen, und alle Erstgeburt in Ägyptenland soll sterben, vom ersten Sohn des Pharao an, der auf seinem Thron sitzt, bis zum ersten Sohn der Magd, die hinter ihrer Mühle hockt, und alle Erstgeburt unter dem Vieh“ (2 Mos 11,4 ).
Die Seroa bleibt während des Seders in der Tradition der Aschkenasim auf dem Teller liegen, da der Tempel nicht mehr steht, und wird seitdem nicht mehr gegessen, die übrigen fünf vorbereiteten Speisen hingegen schon. Manche Sephardim hingegen pflegen weiterhin die Tradition des Pessach-Lammes, indem sie eine Lammkeule zubereiten und essen.
In jüdisch-veganen Kreisen wird die Lammkeule durch geröstete Rote Beete ersetzt.